# Anelosimus dialeucon
Anelosimus dialeucon är en spindelart som först beskrevs av Simon 1890.  Anelosimus dialeucon ingår i släktet Anelosimus och familjen klotspindlar. Inga underarter finns listade i Catalogue of Life.